# Zöldmellű hegyikolibri
A zöldmellű hegyikolibri (Lampornis sybillae)  a madarak (Aves) osztályának a sarlósfecske-alakúak (Apodiformes) rendjéhez, ezen belül a kolibrifélék (Trochilidae) családjához tartozó faj.
Magyar neve forrással nincs megerősítve.

## Rendszerezése
A fajt Osbert Salvin és Frederick DuCane Godman írták le 1892-ben, a Delattria nembe Delattria sybillæ  néven.

## Előfordulása
Honduras és Nicaragua területén honos. A természetes élőhelye szubtrópusi és trópusi hegyi esőerdők és cserjések. Állandó, nem vonuló faj.

## Megjelenése
Testhossza 11–12 centiméter,  testtömege 4,3–7,3 gramm.

## Természetvédelmi helyzete
Az elterjedési területe kicsi, egyedszáma is csökken, de még nem éri el a kritikus szintet. A Természetvédelmi Világszövetség Vörös listáján nem veszélyeztetett fajként szerepel.

## Külső hivatkozások
- Képek az interneten a fajról
- Xeno-canto.org - a faj hangja és elterjedési területe